# Zillertaler Alpen
Die Zillertaler Alpen sind eine Gebirgsgruppe der Zentralen Ostalpen. Der größte Teil der Zillertaler Alpen befindet sich im österreichischen Bundesland Tirol, gefolgt von der italienischen Provinz Südtirol und einem kleinen Teil im österreichischen Bundesland Salzburg. Die Zillertaler Alpen erreichen auf ihrem Hauptkamm Berghöhen von über 3500 Metern, ihr höchster Berg ist der Hochfeiler.

## Benachbarte Gebirgsgruppen

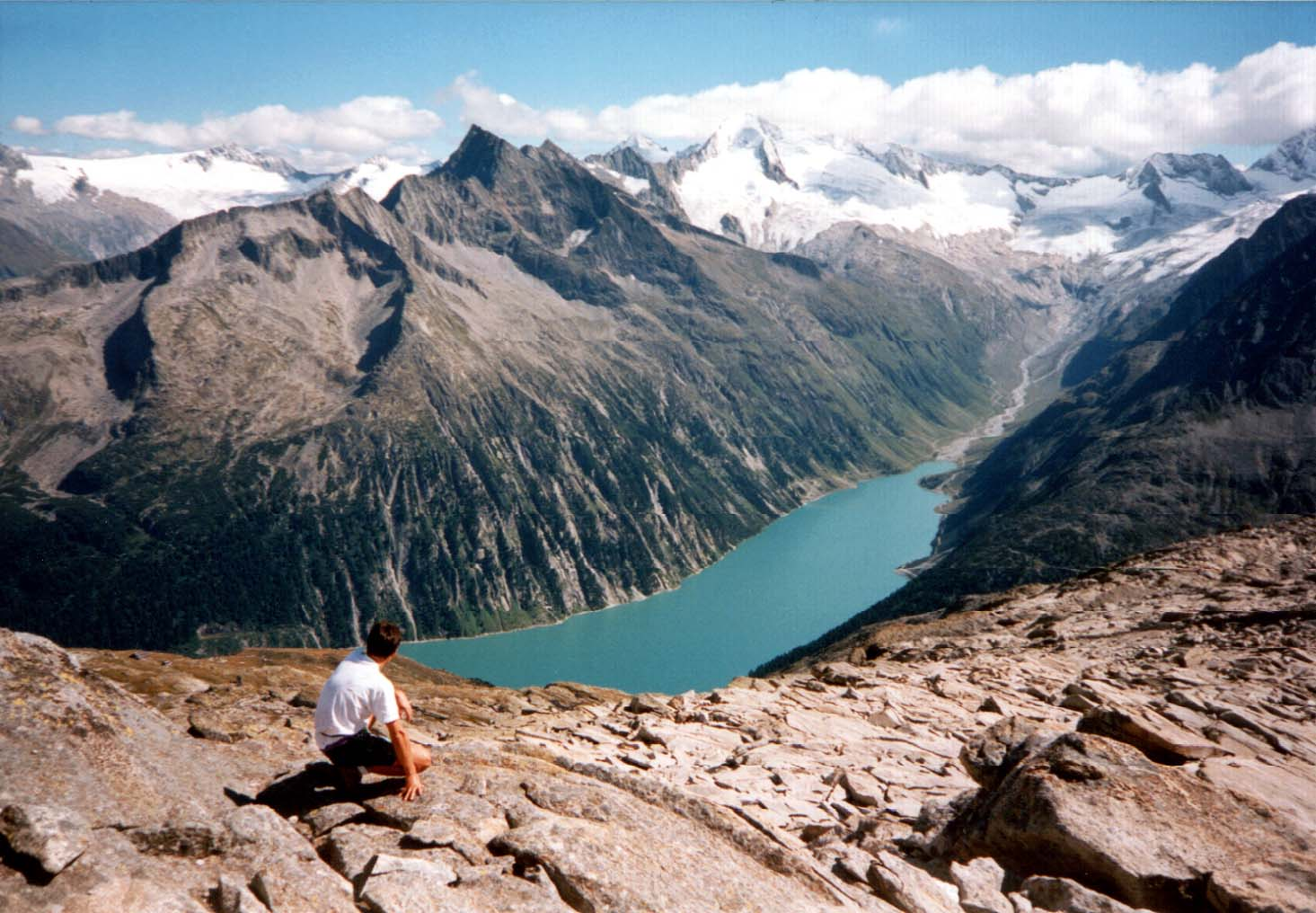
Schlegeisspeicher

Die Zillertaler Alpen grenzen an die folgenden anderen Gebirgsgruppen der Alpen:
- Tuxer Alpen (im Norden)
- Kitzbüheler Alpen (im Nordosten)
- Venedigergruppe (im Osten)
- Rieserfernergruppe (im Südosten)
- Dolomiten (im Süden)
- Sarntaler Alpen (im Südwesten)
- Stubaier Alpen (im Westen)

## Umgrenzung
Die Grenze im Norden verläuft von St. Jodok am Brenner entlang des Schmirntals und des Kaserer Winkls zum Tuxer Joch. Von dort geht es entlang des Tuxertals bis Mayrhofen und entlang des Zillertals flussabwärts bis Zell am Ziller. Anschließend verläuft die Grenze entlang des Gerlostals über den Gerlospass und entlang der Salzach bis zur Einmündung der Krimmler Ache. Im Osten bildet das Krimmler Achental die Grenze von Krimml bis zur Birnlücke. Im Südosten verläuft die Grenze von der Birnlücke entlang des Tauferer Ahrntals bis Bruneck im Pustertal. Die Grenze im Süden wird vom Pustertal gebildet von Bruneck entlang der Rienz flussabwärts bis zur Einmündung in den Eisack. Im Westen verläuft die Grenze durch das Wipptal zunächst dem Eisack entlang talaufwärts zum Brennerpass und anschließend der Sill entlang abwärts bis zur Einmündung des Schmirnbachs.
Die Birnlücke, 2665 m, verbindet die Zillertaler Alpen mit der Venedigergruppe. Der Brennerpass, 1374 m, stellt die Verbindung mit den Stubaier Alpen her. Das Tuxer Joch, 2338 m, verbindet die Zillertaler Alpen mit den Tuxer Alpen und der Gerlospass, 1531 m, mit den Kitzbühler Alpen.
Der Hauptkamm mit den höchsten Gipfeln der Zillertaler Alpen verläuft in ost-westlicher Richtung. Er trägt seit dem Inkrafttreten des Friedensvertrags von Saint-Germain 1920 die Staatsgrenze zwischen Italien und Österreich.

## Geologie
Die Zillertaler Alpen liegen vor allem im penninischen Tauernfenster und bestehen hauptsächlich aus Granitgneis (Zentralgneis des Zillertaler Kerns) und Gesteinen der Oberen Schieferhülle. Die Hochtäler, bezeichnet als Gründe, werden mit Stauseen zur Erzeugung von Elektrizität per Wasserkraft genutzt. Das Gebiet der Zillertaler Alpen ist als Naturpark unter Schutz gestellt, da hier bedrohte Tier- und Pflanzenarten noch heimisch sind.

## Gletscher
Zahlreiche Gletscher bedecken ab einer Höhe von etwa 2500 m ü. A. besonders die nördlichen Bereiche, sind aber durch die globale Erwärmung stark im Schwinden begriffen. Im Südtiroler Teil der Zillertaler Alpen liegen die Gletscher höher und sind kleiner. Einige der höchsten Dreitausender im Hauptkamm können daher von Süden her „eisfrei“ begangen werden.
Für die Zillertaler Alpen werden nach unterschiedlichen Erhebungsmethoden folgende Gletscherflächen angegeben:
- österreichischer Anteil: 116,6 km² für 1850 und 61,2 km² für 1969[1] bzw. 66 km² für 1969 und 51 km² für 1999[2]
- italienischer Anteil: 37,2 km² für 1850 und 14,6 km² für 1997[3]

| Jahr                   | Österreichischer Anteil [km²] | Italienischer Anteil [km²] | Zillertaler Alpen gesamt [km²] |
| ---------------------- | ----------------------------- | -------------------------- | ------------------------------ |
| 1850                   | 116,6                         | 37,2                       | 153,8                          |
| 1999 (A) bzw. 1997 (I) | 51,0                          | 14,6                       | 65,6                           |

Im 150-jährigen Beobachtungszeitraum zw. 1850 und 2000 hat sich die Gletscherfläche in den Zillertaler Alpen um rund 60 % verringert.
Die Tabelle zeigt die größten Gletscher nördlich des Alpenhauptkammes:
| Name                               | Fläche 1999 [km²] | Fläche 1969 [km²] | Fläche 1850 [km²] |
| ---------------------------------- | ----------------- | ----------------- | ----------------- |
| Schlegeiskees                      | 4,61              | 5,29              | 6,64              |
| Floitenkees                        | 4,24              | 4,88              | 6,82              |
| Schwarzensteinkees                 | 4,17              | 4,69              | 7,95              |
| Gefrorene-Wand-Kees (Tuxer Ferner) | 3,84              | 4,17              | 6,63              |
| Waxeggkees                         | 3,39              | 3,90              | 5,05              |
| Hornkees                           | 2,69              | 3,06              | 5,69              |
| Wildgerloskees                     | 1,98              | 2,10              | 3,96              |
| Stampflkees                        | 1,60              | 1,74              | 3,10              |
| Großes Riepenkees                  | 1,01              | 1,22              | 2,02              |
| Furtschaglkees                     | 0,99              | 1,14              | 1,84              |
| Schönachkees                       | 0,99              | 1,08              | 2,86              |
| Löfflerkees                        | 0,86              | 1,14              | 1,64              |
| Federbettkees                      | 0,66              | 1,00              | 2,13              |

## Untergruppen
Die Zillertaler Alpen werden in die folgenden Untergruppen unterteilt:
- Tuxer Hauptkamm
- Zillertaler Hauptkamm und Seitenkämme
Eine weitere Unterteilung erfolgt in: Hauptkamm, Hochstellerkamm, Greinerkamm, Mörchner- und Ingentkamm, Floitenkamm, Ahornkamm, Riblerkamm, Magnerkamm, Mühlwalder Kamm.
- Reichenspitzgruppe und östliche Zillerkämme
Eine weitere Unterteilung erfolgt in: Reichenspitzkamm, Gerloskamm, Schönachkamm, Wimmerkamm, Schwarzachkamm, Zillerkamm.
- Pfunderer Berge
Eine weitere Unterteilung erfolgt in: Kreuzspitzkamm, Plattspitzkamm, Wurmaulkamm, Grubbachkamm.

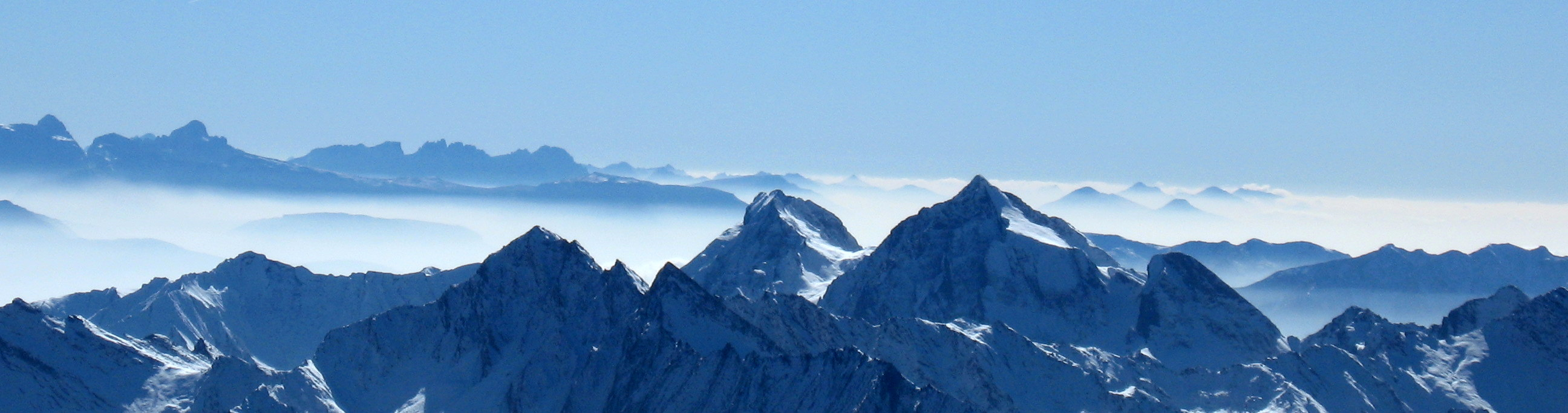
Tuxer Hauptkamm mit Schrammacher und Olperer, im Hintergrund die Dolomiten

## Bedeutende Gipfel

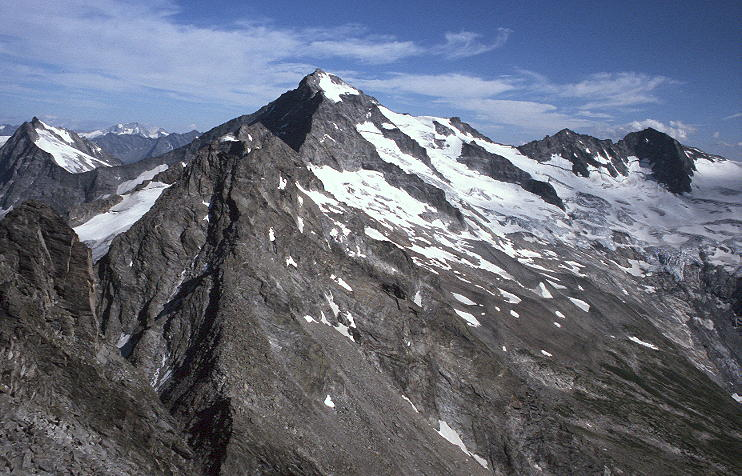
Der Große Löffler gesehen vom Gigalitz

| - Hochfeiler, 3509 m - Großer Möseler, 3480 m - Olperer, 3476 m - Hochfernerspitze, 3470 m - Turnerkamp, 3420 m - Schrammacher, 3410 m - Fußstein, 3380 m - Großer Löffler, 3379 m - Hoher Weißzint, 3371 m | - Schwarzenstein, 3369 m - Reichenspitze, 3303 m - Gefrorene-Wand-Spitzen, 3288 m - III. Hornspitze (Berliner Spitze), 3254 m - Rauchkofel, 3251 m - Hoher Riffler, 3231 m - Wilde Kreuzspitze, 3132 m - Zsigmondyspitze (Feldkopf), 3089 m |

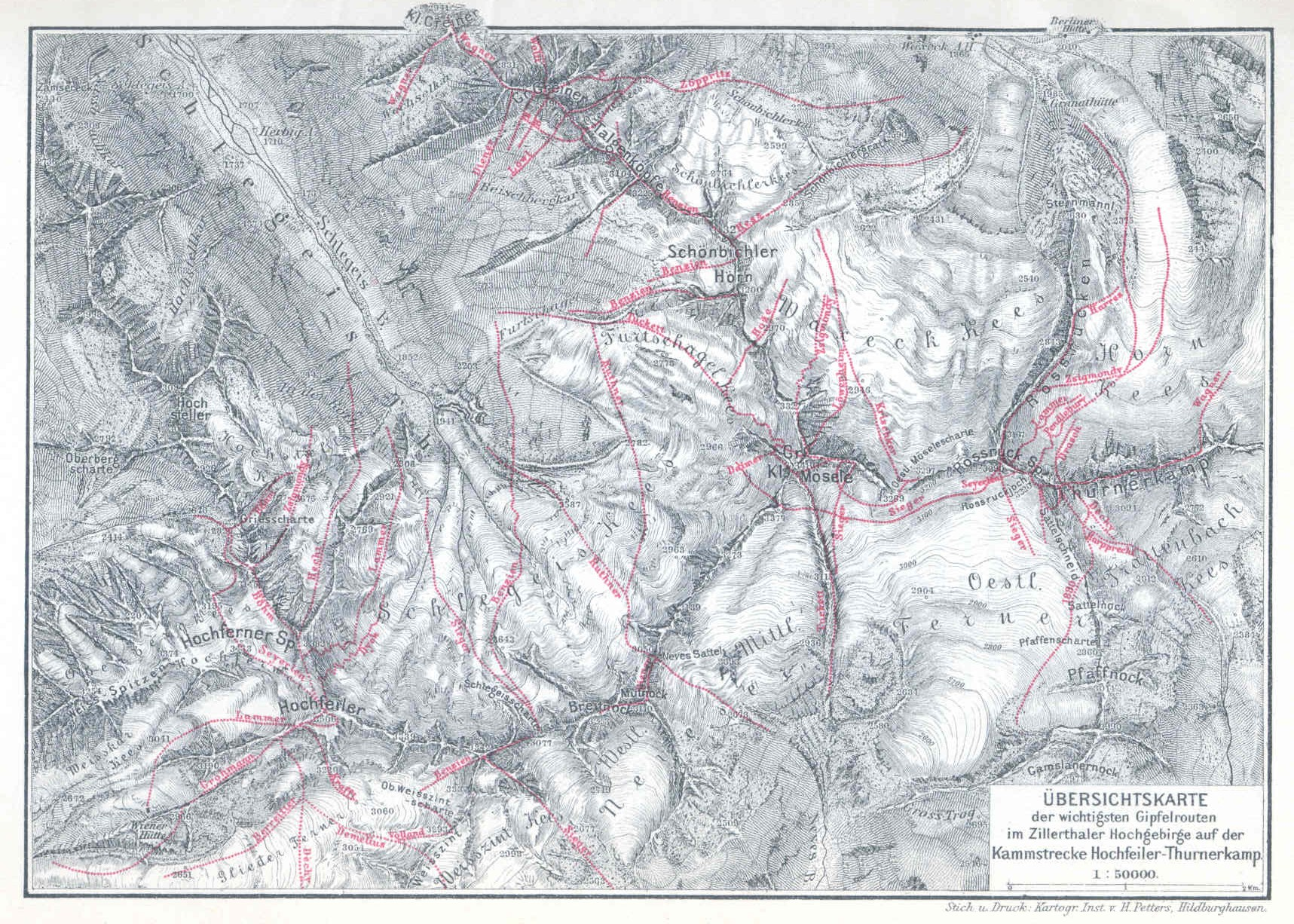
Historische Karte der zentralen Zillertaler Alpen mit Besteigungsrouten, 1880er Jahre

## Geschichte

### Urgeschichte
Bereits Jäger, Sammler und Hirten der Steinzeit nutzten den hochalpinen Raum der Zillertaler Alpen für die sommerliche Jagd, aber auch als Abbaurevier für Bergkristall, der als hochwertiges Tauschgut gehandelt wurde. Allerdings sind nur wenige Spuren und Artefakte prähistorischer Kulturen für den Nordtiroler Teil der Zillertaler Alpen bekannt:
Aus der Mittelsteinzeit stammen Funde von Hornstein und Flint am Tuxer Joch, 2338 m. Im Bereich Pfitscherjoch, 2270 m, wurden mehrere Fundstellen mit Spuren (Bergkristall und Feuerstein, später aber auch Speckstein) von Jägern und Hirten entdeckt. Diese belegen die Begehung dieses hochalpinen Übergangs durch den Menschen in der Mittelsteinzeit, der Jungsteinzeit und in der Eisenzeit. Am Tuxer Joch wurde ein bronzezeitlicher Gebrauchsgegenstand entdeckt, im Zemmgrund eine bronzezeitliche Feuerstelle mit Bergkristallobjekten im Bereich der Schwarzensteinalm auf 2185 m. Durch diese Feuerstelle wird der pollenanalytisch festgestellte massive Eingriff des Menschen in die subalpine Waldstufe des oberen Zemmgrunds während der Bronzezeit archäologisch bestätigt.
Kupferbergbau ist auf der Kelchalm in den Kitzbüheler Alpen nachgewiesen. Im vorderen Zillertal fanden sich bisher nur erheblich spätere Artefakte. Sie gehören der Urnenfelderkultur an und stammen aus der Zeit zwischen 1200 und 800 v. Chr., damit aus der späten Bronzezeit. So fand man bei Strass am Steilhang unterhalb der Wallfahrtskirche von Maria Brettfall und nördlich der Wiese ein bronzenes Schwert und einen Angelhaken. In der Eisenzeit erstreckte sich das Gebiet der Fritzens-Sanzeno-Kultur, die mit den Rätern assoziiert wird, zum einen über Nordtirol. Diese Kultur löste um 600 v. Chr. dort die Inntalkultur ab. Zum anderen lässt sie sich für Südtirol belegen, wo sie auf die Laugen-Melaun-Kultur folgte.

### Römer, Bajuwaren
Bis zur Donau im Norden und zum Zillertal im Westen reichte das Königreich Norikum. Drusus zog 15 v. Chr. mit einem Heer über den Brennerpass in das Gebiet nördlich der Alpen. Mit der Eroberung des Raumes südlich der Donau richteten die Römer dort Provinzen ein. Dabei bildete das Zillertal die Grenze zwischen Raetia und Noricum.
Um 560, als der oströmische Feldherr Narses Italien zurückeroberte, lebten im Tal Bajuwaren.

### Christianisierung, Bistümer Säben und Salzburg, Bergbau
Die Grenze zwischen den Bistümern Säben-Brixen (heute Innsbruck) im Westen und Salzburg im Osten verlief durch das Zillertal. Eisenlagerstätten waren im Bereich des Zillertals zwar abbauwürdig, doch blieb das innere Zillertal noch unbesiedelt.
Die Privilegien Karls des Großen für das Erzstift Salzburg fanden auch im Zillertal Anwendung. Das Zillertal („pagus qui dicitur Cilarestale“) erhielten die Salzburger 889 durch Schenkung. Einer der Vögte dieser Besitzungen war Hugo von Taufers, der 1232 auf die Vogtei zugunsten des Erzstiftes verzichtete. Im Spätmittelalter veränderte der Silber- und Kupferbergbau im Schwazer Revier die regionalen Lebensverhältnisse. Schwaz, das 1312 vielleicht 200 Einwohner hatte, wies gegen Ende des 15. Jahrhunderts 15.000 bis 20.000 Einwohner auf. Im Bergrevier Ringenwechsel, mit Teilrevieren wie Burgstall, Rotenstein oder Trogbach, das sich vom Bucherbach bis zum Zillertal erstreckte, wurde der Bergbau 1435 begonnen. 1526 gab es 26 Stollen mit ca. 1900 Mann Belegschaft. Dennoch war das Falkensteiner Revier das bedeutendste in den Alpen.

### Pest (1611/12), Niedergang des Bergbaus, Verarmung
Doch 1611 bis 1612 traf Tirol die Pest. Im Juni 1611 erreichte Erzherzog Maximilian III. ein Brief, in dem die Forderung aufgestellt wurde, es sollte eine Wache an der Zillerbrücke aufgestellt werden, damit niemand mehr aus dem Zillertal herauskommen könnte. Jakob Wippershauser, dem Salzburger Propst im Zillertal, sollte nahegelegt werden, seinen Untertanen das Verlassen des Tals zu untersagen, das sowieso abgesperrt war. Viele der Arbeiter im Zillertal arbeiteten jedoch im Schwazer Bergbau, so dass sich dieser nur schwer von diesem Rückschlag erholen konnte. Die Region insgesamt litt unter dem Rückgang des Bergbaus. 1645 kam es zu einem Aufstand der Zillertaler Bauern gegen zu hohen Steuern, vier Jahre später kam es zum großen Knappenaufstand im Schwazer Revier.
Spätestens im 17. Jahrhundert begannen als „Ölträger“ bezeichnete Händler, Kräuter und Salben in die Nachbargebiete auszuführen. Dabei war um 1700 der Theriak des Bartholomäus Hauser aus Stumm als Universalheilmittel berühmt.
Die Aufteilung zwischen den Bistümern hatte zur Folge, dass die Bedeckung der Dächer im Westen durch rote Ziegel erfolgte, im Osten durch Kupfer, das sich grün verfärbte. Das Erzbistum Salzburg verfügte über deutlich größere materielle Ressourcen als sein Nachbar.

### Gegenreformation, Vertreibung der Protestanten (1731, 1837)
1674 berichtete der Pfarrvikar von Mayrhofen nach Salzburg, dass „fast alle bis auf etliche Wenige mit der Lehre Luthers befleckt“ seien. Dies, obwohl die Salzburger Erzbischöfe die Gegenreformation forciert und 1588 einen ersten Versuch unternahmen, die Protestanten aus ihrem Machtbereich zu vertreiben. Doch gelang ihnen dies fast nur in Salzburg. Doch im 17. Jahrhundert spitzte sich der Konflikt immer wieder zu. 1684/85 mussten rund 800 Protestanten aus dem salzburgischen Defereggental in Osttirol ihre Heimat verlassen, 1731 wurden die 10 bis 20.000 Protestanten aus dem Erzstift Salzburg vertrieben. 1781 erging jedoch ein Toleranzedikt, so dass die Zillertaler Protestanten geduldet wurden.
Ein Großteil des Zillertals gehörte zum Hochstift Salzburg; sie wurden von den beiden Pfleggerichten Zell und Fügen verwaltet. Am Taleingang gehörten jedoch Bruck (Landgericht Rattenberg), Strass und Schlitters (Landgericht Rottenburg) zur Grafschaft Tirol, zu der darüber hinaus zwei kleine Enklaven im mittleren Talabschnitt gehörten, nämlich die einen eigenen Gerichtsbezirk bildende Hofmark Stumm (Stumm, Stummerberg) sowie die Gebiete um Uderns und Ried, die dem Tiroler Landgericht Rottenburg unterstanden. 1780 hatte das Zillertal etwa 17.000 Einwohner, davon waren 3.000 Tiroler und 14.000 Salzburger. Um 1830 zählte die Erzdiözese Salzburg dort 8.114 und die Diözese Brixen 8.985 Angehörige.
Besonders in der Pfarre Zell, in Mayrhofen, der Kuratie Hippach und in Taxenbach bildeten sich Zellen der protestantischen Gruppen. Als ihre führenden Köpfe galten Johann Fleidl, Christian Brugger, Bartlmä Heim, Andrä und Adam Egger, Matthias und Josef Kreidl, Josef Gruber, Jakob Hanser, Josef Kröll und Matth. Schiestl. 1829 traten sechs der elf Protestanten aus der katholischen Kirche aus. Registriert waren allerdings bereits 10 bis 12 „Abgefallene“ in Hippach, etwa 20 in Zell und 6 in Mayrhofen. 1832 und 1835 versuchten einige von ihnen beim Kaiser und beim Erzherzog vergeblich die Anerkennung ihrer Gemeinde zu erreichen. 1837 wurden diese Zillertaler Inklinanten, die der Vertreibung von 1731 entgangen war, vertrieben. Zwischen dem 31. August und dem 4. September 1837 verließen 427 Zillertaler die Region, von denen 416 in das niederschlesische Erdmannsdorf (später Zillerthal-Erdmannsdorf, heute Mysłakowice) gingen, die übrigen nach Kärnten und in die Steiermark. Am 31. August 1837 zogen die Protestanten aus Zell, am 1. September aus Brandberg, am 3. September aus Finkenberg und am 4. September aus Hippach aus.
Der Spanische Erbfolgekrieg von 1701 bis 1714 traf auch das Zillertal, denn dabei wurde erneut der Bergbau schwer getroffen. Die Gewerke im Zillertal machten Entschädigungsansprüche geltend. Zwar wurde die jährliche Eisenfron reduziert, dazu erhielten sie die Gewerke Klemm und Pillersee zugesprochen, doch hatten auch sie gleichfalls partiell Schaden genommen.

### Modernisierung der Verwaltung, Salzburger Zillertal an Tirol (1816)
Laut Steuerkataster von 1779 waren Finkenberg und Brandberg früher eine eigene Hauptmannschaft oder Gemeinde als Mayrhofen, das diesen Status erst 1801 erlangte. Am 2. August 1809 fielen bayerische Truppen zum zweiten Mal ins Zillertal ein. 1816 kam das salzburgische Zillertal an Tirol und damit an Österreich.

### Forschungs- und Erschließungsgeschichte
Die erste überlieferte wissenschaftlich-geografische Darstellung der Zillertaler Alpen erschien im Atlas Tyrolensis von Peter Anich und Blasius Hueber aus dem Jahr 1774. Dort tauchten bereits die Namen mehrerer hoher Berge auf, die jedoch erst in der Mitte des 19. Jahrhunderts bestiegen und vermessen wurden. Die erste Beschreibung der Zemmgrundgletscher, Waxegg-, Horn- und Schwarzensteinkees, stammt von Franz von Paula Schrank und Karl von Moll, die 1783 eine Exkursion in den hochalpinen Bereich der Zillertaler Alpen unternahmen und ihre Erkenntnisse in den Naturhistorische(n) Briefe(n) über Oestreich, Salzburg, Passau und Berchtesgaden 1785 veröffentlichten. Auf Anregung von Erzherzog Johann bereiste um 1800 der Mineraloge Gebhard das wegen seiner Mineralienvorkommen seit langem bekannte Gebiet um den Großen Greiner, einem bis 3200 Meter hohen Bergkamm zwischen Schlegeis- und Zemmgrund. Doch alle diese und auch weiteren wissenschaftlichen Exkursionen hatten vordergründig nie eine Besteigung der Gipfel zum Ziel.
Erst am 1. September 1840 begann die Epoche, die später als Klassischer Alpinismus bezeichnet wurde. An diesem Tag bestieg Peter Carl Thurwieser die 2973 Meter hohe Ahornspitze bei Mayrhofen. 1843 folgte die Besteigung des Großen Löfflers und des 2767 Meter hohen Dristners, oberhalb von Ginzling, durch den Bergrat Markus Vincent Lipold. In der Folge wurden zahlreiche weitere Begehungen unternommen, das touristische Interesse war geweckt worden. In den Jahren 1852 bis 54 erkannte das Militär die Notwendigkeit genauer Karten und begann eine großangelegte Vermessung, auch Triangulation genannt. Zahlreiche Zwei- und Dreitausender des Zillertaler Hauptkamms wurden mit Vermessungsstangen versehen.
Die nächste Periode, die wieder touristisch geprägt war und bis etwa 1866 dauerte, leiteten 1858 die Alpinisten Paul Grohmann und Anton von Ruthner ein. Davor, 1856, gelang nur eine bedeutende Erstbesteigung auf die Reichenspitze durch einen anonym gebliebenen Bauern aus Prettau. In den Sommern zwischen 1865 und 67 bestieg Paul Grohmann den Hochfeiler und den Olperer, Ruthner war in den Zillertaler Alpen dagegen nur am Schwarzenstein erfolgreich, sein Verdienst liegt jedoch vor allem in seinen kartografischen Arbeiten und, zusammen mit Grohmann, in der Gründung des Oesterreichischen Alpenvereins am 19. November 1862.
1865 erschienen die englischen Alpinisten G. H. Fox, Douglas William Freshfield und Francis Fox Tuckett mit ihren Bergführern François Devouassoud und Peter Michel in den Zillertaler Alpen und bestiegen erstmals den Großen Möseler. Eine zweite englische Unternehmung im Jahr 1872 mit W. H. Hudson, C. Taylor und R. Pendlebury führte zur ersten in der Literatur anerkannten Besteigung des Turnerkamps. 1867 führte Carl Sonklar in dem Gebiet umfangreiche Vermessungsarbeiten durch.
1879 gelang den Brüdern Otto und Emil Zsigmondy aus Wien die Erstbesteigung des bis dahin für „unbezwingbar“ gehaltenen Feldkopfes (Zsigmondyspitze).
Nach der Gründung des Alpenvereins setzte eine verstärkte touristische Erschließung der Zillertaler Alpen mit der Anlage von Wegen und dem Bau von Schutzhütten ein. Zunächst begann die Sektion Berlin im Jahr 1879 mit dem Bau der Berliner Hütte, die Sektion Prag folgte 1881 mit der Olpererhütte.
Mit der Fertigstellung der Zillertalbahn im Sommer 1902 wurden die Zillertaler Alpen für Reisende leicht erreichbar. Erst mit dem 1930 fertiggestellten Friesenberghaus, das auf eine Initiative von Alpenvereinsmitgliedern zurückging, die ausgeschlossen worden waren, endete die Hüttenneubautätigkeit. Nachdem nämlich die Sektion Austria des DuÖAV 1921 einen „Arierparagraphen“ in ihre Satzung aufgenommen hatte, entstand aus Protest gegen den Ausschluss der jüdischen Mitglieder die neue Sektion Donauland, die sich zur drittgrößten österreichischen Alpenvereinssektion entwickelte. Zu deren Unterstützung gründeten 600 Berliner Bergsteiger einen neuen Verein (Deutscher Alpenverein Berlin), der zusammen mit Donauland das Friesenberghaus plante und am 3. Juli 1932 eröffnete.

### Naturparks (seit 2006)
Der Kernraum des Gebirgszugs ist auf österreichischer Seite seit 2006 als Naturpark Zillertaler Alpen geschützt, ein kleiner Teil auf italienischer Seite befindet sich im Naturpark Rieserferner-Ahrn.

## Schutzhütten
| - Berliner Hütte, 2042 m - Brixner Hütte, 2307 m - Chemnitzer Hütte (Neveser-Joch-Hütte), 2407 m - Edelhütte, 2238 m - Edelrauthütte (Eisbruggjochhütte), 2545 m - Friesenberghaus, 2498 m - Furtschaglhaus, 2293 m - Gamshütte, 1921 m - Geraer Hütte, 2326 m - Greizer Hütte, 2227 m | - Hochfeilerhütte, 2710 m - (Neue) Kasseler Hütte, 2178 m - Kolmhaus, 1845 m - Landshuter Europahütte, 2713 m - Olpererhütte, 2388 m - Pfitscher-Joch-Haus, 2275 m - Plauener Hütte, 2364 m - Richterhütte, 2367 m - Schwarzensteinhütte, 3026 m - Zittauer Hütte, 2328 m |

## Fern-/Weitwanderwege
Die touristische Erschließung der Zillertaler Alpen begann erst in der zweiten Hälfte des 19. Jahrhunderts, als die Schutzhütten und Wege durch den Alpenverein gebaut wurden. Vorher waren durch die langen Anstiegswege Erstbesteigungen gewisse Grenzen gesetzt. Heute sind die Zillertaler Alpen völlig erschlossen. Der größte Teil der Bevölkerung lebt vom Fremdenverkehr. Das ganze Gebiet ist von einer großen Zahl von Wanderwegen durchzogen. Internationale und österreichische Fernwanderwege führen durch die Zillertaler Alpen.
Eine Auswahl der Wege:
- Via Alpina, roter Weg
- Österreichischer Weitwanderweg 02, Zentralalpenweg
- Traumpfad München-Venedig

Hochalpine Höhenwege:
- Berliner Höhenweg, enthält Aschaffenburger Höhenweg
- Dreiländerweg
- Lausitzer Höhenweg
- Stabelerweg
- Neveser Höhenweg
- Pfunderer Höhenweg
- Tiroler Höhenweg